# Tyspanodes suasalis
Tyspanodes suasalis là một loài bướm đêm trong họ Crambidae.